# 紫似弱棘魚
紫似弱棘魚（学名：Hoplolatilus purpureus）為輻鰭魚綱刺尾鯛目弱棘魚科似弱棘魚屬的其中一種，分布於中西太平洋的菲律賓及所羅門群島海域，棲息深度18-80公尺，體長可達13公分，為底棲性魚類，生活在向海礁坡，屬肉食性，生活習性不明，可做為觀賞魚。
其种加词“Purpureus”意为“紫色的”。